# Musepack
MusePack — открытый формат для хранения цифрового звука; распространяется по стандартной лицензии GNU.

## История
Musepack создал Андре Бушман (англ. Andree Buschmann), в домашних условиях, в свободное от учёбы время. Разработка мотивировалась неудовлетворенностью качеством первых MP3-кодеров (1997—1998 гг.). В настоящее время разрабатывается Франком Клеммом (англ. Frank Klemm) и Musepack Development Team.
Ранее MPEGplus (MPEG+), переименованный в Musepack (MPC) из-за проблем, которые появились у разработчика кодека в связи с тем, что название последнего содержало в себе аббревиатуру MPEG.

## Особенности
Musepack схож с форматами MP3, Vorbis, AAC, AC3, WMA, Opus, но не использует второе dct-преобразование, повышающее эффективность на средних и низких битрейтах, отсутствие которого не мешает кодеку получить большее качество на битрейтах выше 180 кбит/с.

## Преимущества формата
- Формат не производит второе dct-преобразование, он фактически не страдает артефактами pre-echo[англ.].
- Эффективные алгоритмы управления переменным битрейтом.
- Очень быстрое кодирование/декодирование.
- Открытое программное обеспечение — формат открытый и свободный от патентов.
- «Sample Accurate» — звуковые данные не будут иметь смещений.
- Поддержка потокового воспроизведения.
- Улучшенный алгоритм сжатия на основе оптимизированных таблиц Хаффмана.

## Недостатки
- Нет поддержки частот дискретизации выше 48 кГц.
- Разработка давно прекращена и проект заброшен.
- Отсутствие современных устройств с поддержкой MPC.